# 이윤세 (1890년)
이윤세(李允世, 일본식 이름: 李家允世리노이에 인세, 1890년 11월 1일 ~ 1971년 1월 18일)는 일제강점기의 관료로, 본관은 전의, 본적은 서울특별시 종로구 내수동이며 황해도 금천군(현재의 황해북도 금천군) 출신이다.

## 생애
1907년 사립 안흥의숙을 졸업했으며 1911년 관립한성사범학교를 졸업했다. 1911년 10월 문관보통시험에 합격했고 1913년 2월 17일 경기도 판임관 견습, 1914년 2월 21일 경기도 군서기로 각각 임명되었다. 1921년부터 1924년까지 경기도 수원군 속(屬, 1921년), 경기도 광주군 속(1923년), 경기도 내무부 학무과 속(1924년 12월 24일 임명)을 차례로 역임했으며 1928년 11월 16일 일본 정부로부터 쇼와대례기념장을 받았다.
1930년 2월 28일 경기도 가평군수로 임명되었으며 같은 해 4월 15일 일본 정부로부터 훈8등에 서위되었다. 1931년 12월 28일 경기도 용인군수로 임명되었고 1932년 10월 1일 일본 정부로부터 조선 쇼와 5년 국세 조사 기념장을 받았다. 1935년 5월 11일 일본 정부로부터 훈6등 서보장을 받았으며 같은 해 10월 조선총독부로부터 시정 25주년 기념표창을 받았다.
1936년 4월 9일 경기도 개풍군수로 임명되었으며 1942년 6월 3일부터 1943년 10월 11일까지 경기도 부천군수를 역임했다. 1940년 4월 29일 중일 전쟁에 협력한 공로를 인정받아 일본 정부로부터 훈6등 단광욱일장을 받았고 같은 해 6월 10일 일본 정부로부터 훈5등 서보장을 받았다. 1938년 9월 30일 조선방공협회 개성지부 평의원, 1939년 12월 1일 개풍유도회(開豊儒道會) 회장을 역임했으며 1945년 7월 경성부 사회과장과 부민관장을 겸임했다.
군수 재직 시절 고등관 4등과 정6위에 서위되었으며 중일 전쟁에 필요한 물품구입비, 방공자재비, 국방자재비, 위문금 등의 명목으로 많은 액수를 헌납했다. 경기도 개풍군수로 재직하는 동안 중일 전쟁에 필요한 군용물자 조달과 군대 위문, 기관총과 비행기 헌납, 국방사상의 보급 및 선전, 전쟁물자 공출, 국채 소화와 저축 장려, 국방헌금 및 애국기헌납자금 모금을 주도하는 등 일본의 침략 전쟁에 협력했고 경기도 부천군수로 재직 중이던 1942년 11월 17일에는 경기도부천민대표 자격으로 비행기를 헌납했다.
광복 이후인 1945년 12월 서울특별시 후생부장 겸 보건위생부장을 역임했으며 1946년 1월 조선적십자사 발기인으로 참여했다. 민족문제연구소의 친일인명사전 수록자 명단의 관료 부문, 친일반민족행위진상규명위원회가 발표한 친일반민족행위 705인 명단에 포함되었다.

## 참고자료
- 친일반민족행위진상규명위원회 (2009). 〈이윤세〉. 《친일반민족행위진상규명 보고서 Ⅳ-13》. 서울. 716~723쪽.